# Ван Эттен, Шэрон
Шэ́рон Кэ́трин Ван Э́ттен (англ. Sharon Katharine Van Etten; род. 26 февраля 1981) — американская певица, автор песен и актриса.

## Биография
Ван Эттен родилась и выросла в Нью-Джерси, училась в Средней школе Норт-Хантердон. Она переехала в Теннесси для поступления в Университет Миддл Теннесси, в период обучения испытала влияние различной музыки. После её возвращения в родной штат Кип Малоун из группы TV on the Radio побудил Шэрон начать карьеру в музыке. Её дебютный альбом Because I Was in Love был выпущен весной 2009 года. В том же году она записала вокальную и гитарную партии в песне «Coming Home», сочинённой для художественного фильма «Женская тюрьма» (англ. Woman’s Prison), а также спела на треке The Antlers «Thirteen» из их альбома Hospice. 21 сентября 2010 года вышел второй альбом певицы Epic.
В следующем году она сотрудничала с группой The National, сначала записав бэк-вокал на их композиции «Think You Can Wait» из саундтрека к фильму «Побеждай!», затем выступая на разогреве у коллектива. Один из участников The National, Арон Десснер выступил в качестве продюсера третьего альбома Ван Этен Tramp, записанного на его студии в течение нескольких месяцев и выпущенного на лейбле Jagjaguwar 7 февраля 2012 года. Диск занял 75-е место в чарте Billboard 200. В дуэте с Руфусом Уэйнрайтом она записала песню «Baby, It’s Cold Outside» для рождественского сборника Holidays Rule, вышедшего в том же году.
С 2016 по 2019 год Ван Эттен имела роль в сериале «ОА». В 2017 году её живое выступление с песней «Tarifa» прозвучало в сериале «Твин Пикс».
В 2017 году Ван Эттен родила сына.

## Дискография
- Because I Was in Love (2009)
- Epic (2010)
- Tramp (2012)
- Are We There (2014)
- Remind Me Tomorrow (2019)
- We've Been Going About This All Wrong (2022)

## Фильмография
Кино
| Год  | Русское название               | Оригинальное название         | Роль       | Примечания             |
| ---- | ------------------------------ | ----------------------------- | ---------- | ---------------------- |
| 2008 |                                | Two Lullabies                 | официантка | Короткометражный фильм |
| 2014 | Однажды в Нью-Йорке            | Song One                      | она сама   |                        |
| 2016 | Непривычная погода             | Strange Weather               | н/д        | Композитор             |
| 2020 | Никогда, редко, иногда, всегда | Never Rarely Sometimes Always | мать       |                        |

Телевидение
| Год       | Русское название | Оригинальное название | Роль            | Примечания                   |
| --------- | ---------------- | --------------------- | --------------- | ---------------------------- |
| 2016—2019 | ОА               | The OA                | Рэйчел          | Регулярная роль, 10 эпизодов |
| 2017      | Твин Пикс        | Twin Peaks            | Шэрон Ван Эттен | Эпизод: «Part 6»             |